# دمای پوست

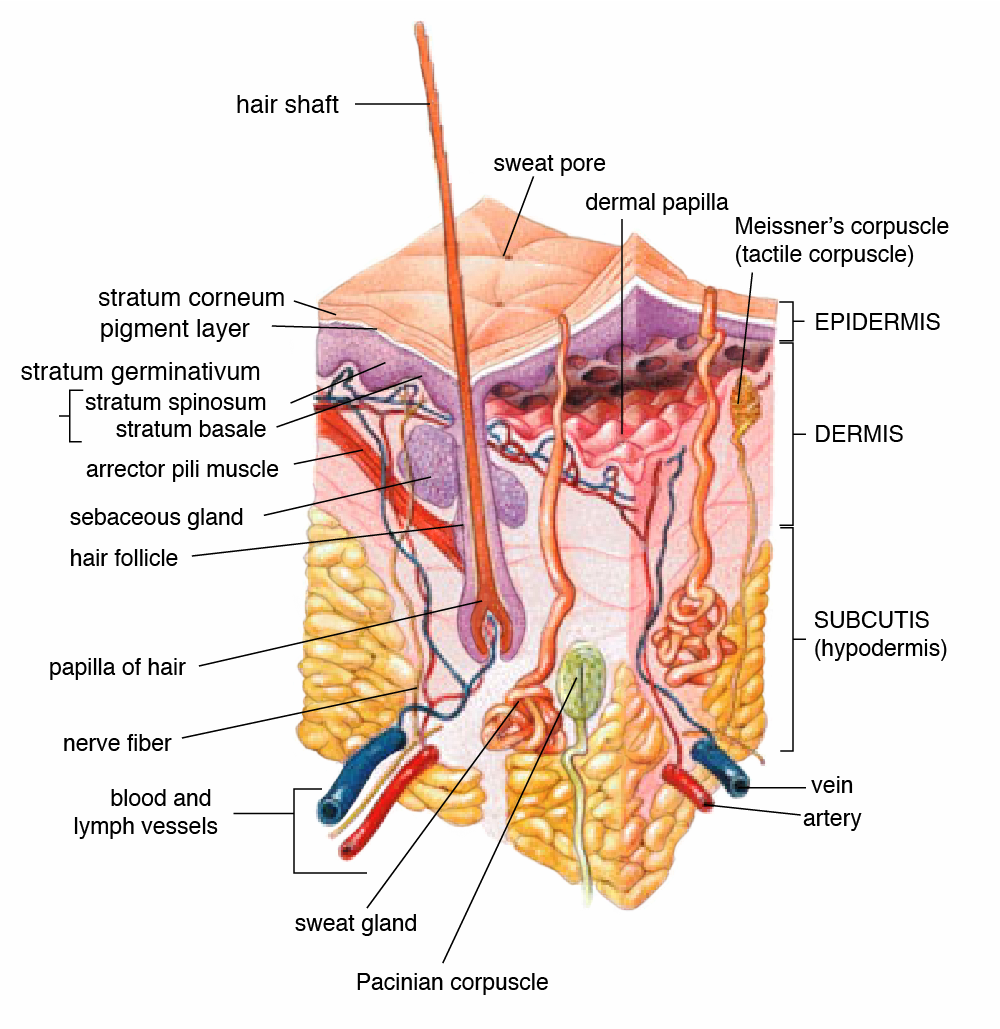
آناتومی پوست انسان

دمای پوست (انگلیسی: Skin temperature) دمای بیرونی‌ترین سطح بدن است. دمای طبیعی پوست انسان در بدن بین ۳۳٫۵ تا ۳۶٫۹ درجه سانتیگراد (۹۲٫۳ و ۹۸٫۴ درجه فارنهایت) متغیر است، اگرچه دمای پوست در قسمت‌های بیرون زده مانند بینی کمتر و روی عضلات و اندام‌های فعال بالاتر است. ثبت دمای پوست مشکلات زیادی را به همراه دارد. اگرچه این شاخص روشنی برای دمای داخلی بدن نیست، دمای پوست در ارزیابی عملکرد سالم پوست بسیار مهم است. برخی از کارشناسان معتقدند اهمیت فیزیولوژیکی دمای پوست نادیده گرفته شده است، زیرا تجزیه و تحلیل بالینی اندازه‌گیری دمای دهان، زیر بغل یا رکتوم را ترجیح داده است. دمای این قسمت‌ها معمولاً با دمای داخلی بدن سازگار است.
الگوهای دمای پوست اغلب داده‌های تشخیصی مهمی را در مورد شرایط پاتولوژیک، از حرکت تا بیماری‌های عروقی، ارائه می‌دهند. چنین اطلاعاتی می‌تواند برای تعیین درمان‌های بعدی مهم باشد.

## پیشینه و تعاملات
سه عملکرد اصلی که توسط پوست انجام می‌شود عبارتند از محافظت، تنظیم و احساس. فعل و انفعالات بین پوست و دما به‌طور مداوم در رابطه با هر یک از این عملکردها رخ می‌دهد و اغلب اهمیت پزشکی و فیزیولوژیکی قابل توجهی دارد.
پوست از سه لایه اصلی، اپیدرم، درم و هیپودرم تشکیل شده است و شامل انواع سلول‌ها، گیرنده‌ها و اتصالات است که انجام بسیاری از عملکردها را ممکن می‌سازد. ظرفیت پوست ما برای مقابله تحت طیف وسیعی از شرایط و در دمای بافت‌های مختلف، در حالی که همزمان این عملکردها را انجام می‌دهد، نشان دهنده انعطاف‌پذیری اندام است.
اندازه‌گیری دمای سطح پوست توسط چندین فناوری قابل انجام است. دماسنج‌های سطح پوست عبارتند از دماسنج‌های مادون قرمز و ترمیستورها. عملکرد این ابزارها هم بسیار معتبر و قابل اعتماد هستند و هم در اصل برای اهداف قرائت‌های الکترودیاگنوستیک بالینی برابر هستند. با این حال، مشخص شده است که ترمیستورها پاسخگویی و حساسیت بیشتری را ارائه می‌دهند، در حالی که دماسنج‌های مادون قرمز راحتی بیشتری از نظر سرعت و مانورپذیری ارائه می‌دهند. در عمل، دمای اندازه‌گیری شده توسط دماسنج به شرایط تنظیم خاص وابسته است و به این ترتیب نیازمند در نظر گرفتن متغیرهای کلیدی است.

## عوامل مؤثر بر دمای پوست
پوست بزرگ‌ترین اندام بدن انسان است که تقریباً ۱۵ تا ۱۶ درصد وزن کل بدن بزرگسالان را تشکیل می‌دهد. سطح اندام تغییرات دمایی منطقه ای قابل توجهی را نشان می‌دهد.
دمای سطح پوست در انسان در کنار دمای محیط، دمای داخلی و شرایطی که بر پوست و ساختارهای زیرین تأثیر می‌گذارد، متفاوت است. در نتیجه، دمای یکنواخت به‌طور معمول توسط پوست به عنوان یک کل حفظ نمی‌شود، همان‌طور که با ناسازگاری بین مناطق مختلف بدن حتی به رغم اندازه‌گیری‌های انجام شده در شرایط مختلف خارجی نشان داده می‌شود. دمای پایین‌تر به‌طور مشخص در مجاورت وریدهای سطحی، نسبت به شریان‌های سطحی، و روی قسمت‌های بیرون زده بدن از جمله انگشتان پا، انگشتان دست، گوش‌ها و بینی مشاهده می‌شود.[۳] در همین حال، مشاهده شده است که دمای سطح پوست بر روی اندام‌های فعال به جای آنهایی که در حال استراحت هستند و همچنین روی عضلات به جای تاندون‌ها یا استخوان‌ها بالاتر است.